# San Marino op het Eurovisiesongfestival 2023

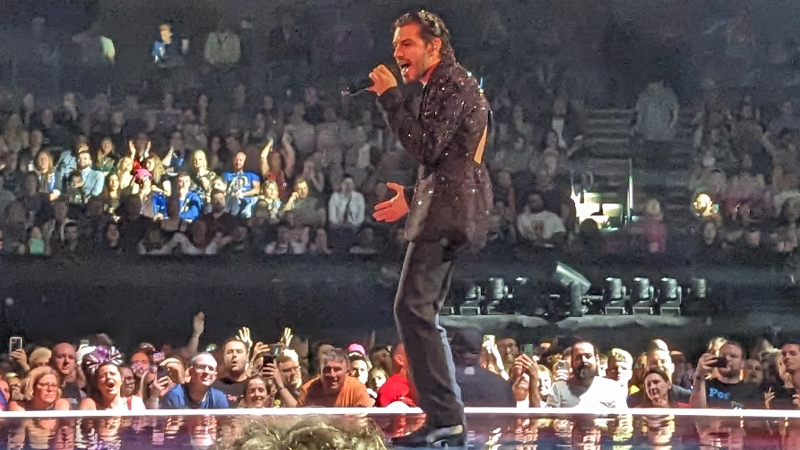
Frontman Andrea "E-King" Lazzeretti van Piqued Jacks tijdens de repetities voor de tweede halve finale in Liverpool.

San Marino nam deel aan het Eurovisiesongfestival 2023 in Liverpool, Verenigd Koninkrijk. Het was de dertiende deelname van het land op het Eurovisiesongfestival. Omroep SMRTV was verantwoordelijk voor de San Marinese bijdrage voor de editie van 2023.

## Selectieprocedure
Op 20 augustus 2022 maakte SMRTV bekend dat de reeks van Una Voce Per San Marino terugkeerde komend songfestivalseizoen. Wél werden er enige wijzigingen aanbracht in de opzet van het programma. In tegenstelling tot 2022 worden er geen kandidaten direct toegelaten tot de finale. Wel is er de mogelijkheid voor artiesten van naam en faam om het eerste deel van de selectie, de castingfase, over te slaan. Zij konden dan direct instromen in een van de vier halve finales.
Op 20 februari werden de kandidaten bekendgemaakt die waren geselecteerd voor de halve finales. SMRT had 106 artiesten gekozen voor de voorrondes van Una Voce Per San Marino. Onder hen waren onder andere de Albanese Ronela Hajati, die in 2022 Albanië vertegenwoordigde. Ook de groep Eiffel 65, in Nederland vooral bekend van de nummer 1-hit Blue, nam deel aan de voorronde.
De voorrondes vonden plaats van 20 februari tot 23 februari de indeling van de voorrondes werd gedaan op alfabetische volgorde van de artiesten naam, waarna nog een herkaningsronde werd gehouden die op 24 februari doorgang vond. Op 25 februari werd de finale afgewerkt waaraan 22 kandidaten deelnamen. Twee kandidaten, Kida en Simone De Biagi, waren al verzekerd van een finaleplaats, zij waren de enige kandidaten uit San Marino zelf. Echter nam De Biagi niet niet deel aan de finale wegens ziekte, hierdoor kwam het aantal finalisten op 21 uit.
Tijdens de finale werd alleen de top 10 bekend gemaakt, waarbij een zeskoppige jury onder leiding van Al Bano de winnaar koos.

### Una Voce Per San Marino 2023
| Plaats | Artiest        | Lied                                 |
| ------ | -------------- | ------------------------------------ |
| 1      | Piqued Jacks   | "Like an Animal"                     |
| 2      | Le Deva        | "Fiori su Marte"                     |
| 3      | XGiove         | "Fuoco e benzina"                    |
| 4      | Mayu           | "C'è qualcosa in me che non fuziona" |
| 5      | Eiffel 65      | "Movie Star"                         |
| 6      | Edoardo Brogi  | "Due punti sull'equatore"            |
| 7      | Ellynora       | "Mama Told Me"                       |
| 8      | Tothem         | "Sacro e profano"                    |
| 9      | E.E.F.         | "Something For You"                  |
| 10     | Vina Rose      | "Oblivious"                          |
| -      | Roy Paci       | "Tromba"                             |
| -      | Deshedus       | "Non basterà"                        |
| -      | Kida           | "Stessa Pelle"                       |
| -      | Thomas         | "23:23"                              |
| -      | Lole           | "Sul tetto del mondo"                |
| -      | Deborah Lurato | "Out of Space"                       |
| -      | Nevruz         | "L'alieno"                           |
| -      | Lorenzo        | "Never Give Up"                      |
| -      | Mate           | "Prisma"                             |
| -      | Alfie Arcuri   | "Collide"                            |
| -      | Ronela Hajati  | "Salvaje"                            |

## In Liverpool
San Marino trad aan tijdens de tweede halve finale, op donderdag 11 mei. Bij het bekend maken van de finalisten werd San Marino niet genoemd, na de finale werd duidelijk dat het land op de laatste plek was geëindigd, de San Marinese act wist geen enkele punt te vergaren.